# Anosia ornata
Anosia ornata är en fjärilsart som beskrevs av Abel Dufrane 1948. Anosia ornata ingår i släktet Anosia och familjen praktfjärilar. Inga underarter finns listade i Catalogue of Life.